# Myosorex geata
Myosorex geata är en däggdjursart som först beskrevs av Allen och Arthur Loveridge 1927.  Myosorex geata ingår i släktet Myosorex och familjen näbbmöss. Inga underarter finns listade i Catalogue of Life. Arten listades tidvis i släktet Crocidura.

## Utseende
Vuxna exemplar är med svans 68 till 75 mm långa, svanslängden är 40 till 43 mm och vikten ligger mellan 7,5 och 10,5 g. Det finns 12 till 14 mm långa bakfötter och 5 till 9 mm stora öron. Håren på ovansidan är nära roten grå, i mitten gulaktig och vid spetsen mörkbrun vad som ger ett mörkbrunt utseende. På undersidan saknas mörka hårspetsar och pälsen ser ljusare ut. Arten har korta klor vid de bruna fram- och baktassar. Svansen är hos Myosorex geata på undersidan endast lite ljusare.

## Utbredning och ekologi
Denna näbbmus är bara känd från bergstrakten Uluguru i östra Tanzania. Den vistas där mellan 1500 och 2000 meter över havet. Arten lever i bergsskogar. Alla exemplar som hittades fram till 2015 var unga vuxna före könsmognaden.

## Hot
Beståndet hotas negativ av människans aktiviteter. Strider mellan olika klaner sker i lägre trakter. Enligt uppskattning är utbredningsområdet 643 km² stort. IUCN kategoriserar arten globalt som starkt hotad.